# Аведиссян, Гарабет
Карлос Габарет Аведиссян (исп. Carlos Garabet Avedissian, род. 7 июня 1959, Монтевидео) — уругвайский футбольный тренер армянского происхождения.

## Биография
В качестве тренера работал с несколькими командами из стран Центральной Америки. Аведиссян также возглавлял молодёжную женскую сборную Коста-Рики и мужскую национальную команду Пуэрто-Рико. Последним клубом в карьере наставника был «УНАН Манагуа» из Никарагуа.

## Семья
Сын тренера Карлос Аведисян-младший (род. 1993) также занимался футболом. Он имеет коста-риканское гражданство и выступал на позиции вратаря за ряд местных и гватемальских команд.